# 국민당 (아이슬란드)
국민당(아이슬란드어: Flokkur Þjóðernissinna)은 전간기에 활동한 아이슬란드의 파시즘 정당이다. 제2차 세계 대전 이전과 전쟁 중에 제한된 형태의 파시즘을 지지했던 아이슬란드의 소규모 정당이었다.

## 역사
이 정당은 1934년 3월 아이슬란드 민족주의 운동(반공산주의 및 반민주주의 생강 그룹)과 아이슬란드 국민당(1933년에 결성된 전자의 정치화된 분열 그룹)의 합병을 통해 결성되었다. 민족주의 운동은 독립당과 느슨하게 연결되어 있었고, 국민당이 창당되었을 때 보다 보수적인 성향을 지닌 많은 지지자들은 새 정당에 가입하기를 거부했다. 보다 온건한 경향이 처음에 이탈함으로써 국민당은 이전 그룹보다 더 급진적이고 극단주의적인 것으로 판명되었다. 이 정당은 아이슬란드인의 민족적 정체성을 보호하는 것을 목표로 삼았으며 아리안 인종의 우월성과 반유대주의를 믿었다. 이들은 농업 개혁을 지지하고 조합주의에 동조하는 동시에 정부가 산업화에 투자할 것을 기대했다. 또한 알팅그를 폐지하고 이를 기업 의회로 대체하려고 했다. 당은 또한 좌우 이분법을 거부하고 아이슬란드 정치에 대한 급진적인 대안을 제시했다. 전체적으로 이들은 아돌프 히틀러의 사상보다 프리츠 클라우젠의 사상에 더 많은 영향을 받았으며 나치 독일과 직접적인 연관이 있다는 증거는 없다.